# Michael Horodniceanu

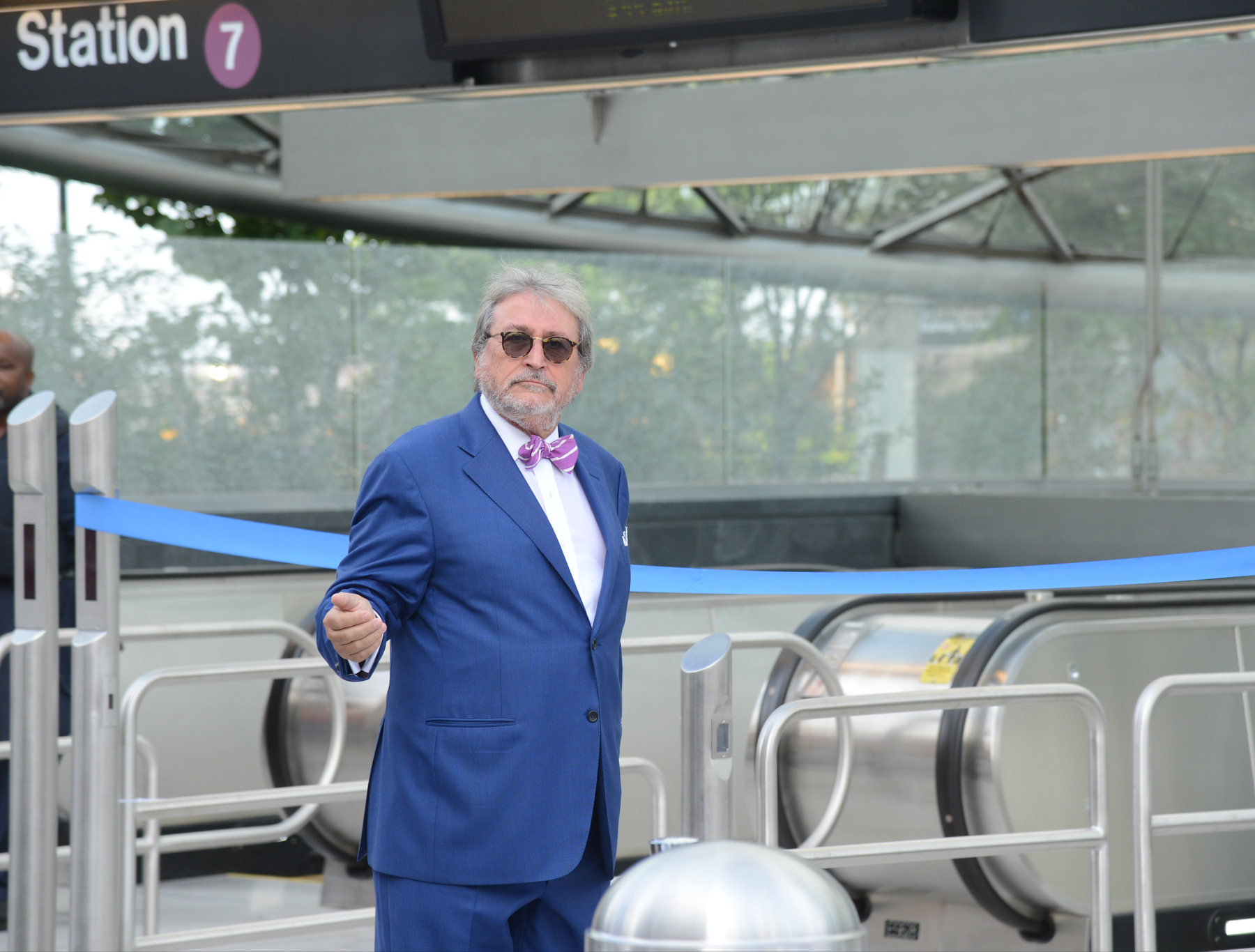

Michael Horodniceanu (născut Mihai Horodniceanu; n. 4 august 1944, București, România – d. 22 iunie 2023, Forest Hills⁠(d), New York, SUA) a fost un inginer român american. A fost președinte al MTA Capital Construction.
S-a născut în București, România și a emigrat în Israel la vârsta de 16 ani. În 1970 a venit în SUA împreună cu familia sa. El a fondat Grupul Urbitran în 1973, fiind CEO din 1980 până în 1986 și 1990 până în 2008. În perioada 1986-1990 a fost comisar de circulație în New York City. A predat planificarea transportului, proiectarea autostrăzilor, ingineria traficului, finanțarea transportului și siguranța sistemului ca profesor cu normă întreagă atât în școlile universitare, cât și în cele postuniversitare ale Institutului Politehnic din New York University (NYU-POLY) și din Manhattan College. A obținut un doctorat în planificarea și ingineria transporturilor de la Institutul Politehnic al Universității din New York (NYU-POLY). Este fost inginer șef al MTA.